# Sydling St Nicholas
Sydling St Nicholas est une paroisse civile et un village du Dorset, en Angleterre.